# Kabompo (Fluss)
Der Kabompo ist ein Nebenfluss des Sambesi in der Nordwestprovinz von Sambia. 

## Verlauf
Der Fluss entspringt etwa 100 Kilometer nordwestlich von Solwezi und verläuft in südwestlicher Richtung. Er nimmt zahlreiche Nebenflüsse aus dem Plateau westlich Solwezis auf. Nach knapp 200 km schlägt er einen Haken; zunächst nach Süden, nimmt den Mwafwe von links auf, dann nach Westen, bis er am West-Lunga-Nationalpark wieder auf Südwest schwenkt. Dort mündet der Westliche Lunga. Im weiteren Verlauf  mündet schließlich der Dongwe von links, bevor der Kabompo selber wenige Kilometer nördlich von Lukulu in den Sambesi mündet.
Der Fluss ist in seinen unteren Bereichen schiffbar. Er durchquert ein sehr dünn besiedeltes Gebiet. An seinem Ober- und Mittellauf befindet sich ein ausgedehnter Waldgürtel.

## Hydrometrie
Die Abflussmenge des Einzugsgebietes des Flusses wurde in m³/s gemessen.